# Charles Luk
Charles Luk (Lu K'Uan Yu, n. 1898, Guangdong, Dinastia Qing – d. 1978) este primul traducător în limba engleză a textelor budiste chineze.

## Biografie
Primul său Maestru a fost Hutuktu din Sikang, un Mare Lama iluminat. Al doilea său învățător a fost Venerabilul Maestru Chan, Xu Xu Yun, Dharma - succesorul tuturor celor cinci secte Chan din China. În Occident se cunosc prea puține despre Alchimia chineză, care are ca scop nemurirea, așa cum o învață Yoga daoistă - și de aceea cartea lui Lu Kuan Yu este extrem de binevenită. El a fost un maestru renumit atât în Occident, unde a făcut cunoscute învățăturile și practicile alchimiei chineze, cât și în Orient unde i s-a recunoscut profunda înțelegere a tradiției daoiste, atât sub aspect metafizic cât și "operatoriu".

## Traduceri în limba română
Lu K'Uan Yu, "Alchimie și nemurire", Traducere de Mircea Iacobini, Editura Herald, Colecția Daoism, București, 2005, 284 p., ISBN 973-7970-21-7